# Habib Bamogo
Habib Bamogo (París, 8 de maig de 1982) és un futbolista franco-burkinès, que ocupa la posició de davanter.
Comença la seua carrera al Montpellier HSC de la Ligue 2, on hi milita durant tres temporades. A la tercera hi destaca en marcar 16 gols en 38 partits, que li val el fitxatge per l'Olympique de Marsella. Amb els marsellesos hi disputa la temporada 04/05, amb 30 partits i cinc gols. Posteriorment va ser cedit al FC Nantes i al Celta de Vigo. El 2007 s'incorpora a l'OGC Nice.
El 2009 debuta amb la selecció de Burkina Faso.